# Alexios Schandermani
Alexios Schandermani (* 25. října 1953) je íránský spisovatel. Žil v Teheránu, hlavním městě Íránu, ale musel opustit svoji zemi na začátku 60. let a emigrovat s rodiči do Ruska. V roce 1971 ukončil zvláštní školu pro cizince Interdom v Ivanovu v Rusku.

## Kariéra
- 1974–1978 Magistr na Pedagogické vysoké škole v Dušanbe, Tádžikistánu, dříve SSSR.
- 1983–1990 Slovanské vědy, Svobodná univerzita v Berlíně.
- 1995– delegát červeného kříže v Čečně.
- 1996– delegát červeného kříže v Afghánistánu.
- 2002– delegát Agro Action v Afghánistánu.

## Publikace
- Mission in Chechnya (anglicky Mise v Čečně) / Nova Science Publishers, Incorporated, New York 2002. ISBN 1-59033-369-1
- One Euro Spy (anglicky Evropský špión) /rozšířená kapitola v knize „Afghanistan Issues: Security, Narcotics and Political Currents“, Nova Science Publishers, Incorporated, New York 2007. ISBN 1-59033-369-1
- Autor veršů vydaných Clemens Brentano Publishers Frankfurt / Main, Německo 2004, 2005, 2007, 2008, 2009, 2010, 2011, 2012, 2013. ISBN 978-3-933800-28-2
- Hello New York/ Music album / Sweet Sound Studios. Release Date: October 25, 2013. New York City, USA. ISRC: 888174333892
- Foreigner’s View. The world saved by beauty. Photo album of the VI international photo contest. The Presidential Library of St. Petersburg, Russia 2016, p. 80. ISBN 978-5-905273-80-3
- Persian Gypsy / Music album / Mercy Sound Studios. Release Date: October 25, 2018. New York City, USA. ISRC: 193428111332